# Parco eolico di Altamont Pass

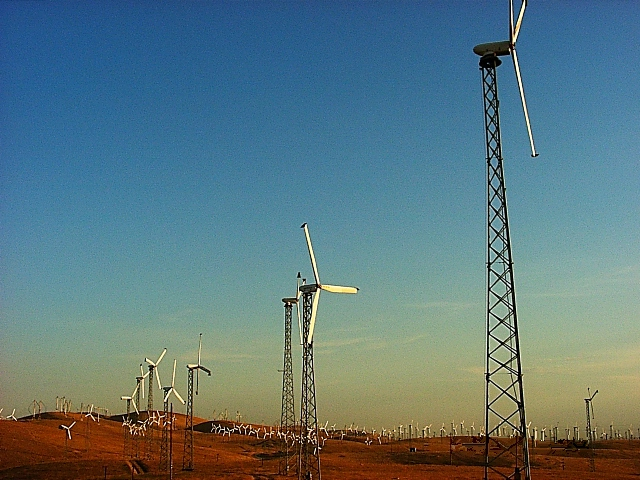
Parco eolico di Altamont Pass

Il parco eolico di Altamont Pass è un parco eolico statunitense situato presso il valico di Altamont, nella catena del Diablo, nella California settentrionale. È composto da più di 4900 piccole turbine eoliche di vario tipo, che lo fanno diventare uno dei maggiori parchi eolici al mondo per concentrazione di turbine e capacità, pari a 576 megawatts (MW), con circa 125 MW di media e 1,1 terawatt-ora (TWh) di energia eolica prodotta ogni anno.
Fu uno dei primi parchi eolici a sorgere negli Stati Uniti, creato a seguito della crisi energetica degli anni settanta, in risposta alle politiche fiscali favorevoli per gli investitori.
Considerate in gran parte obsolete, le piccole turbine sono state gradualmente rimpiazzate da unità più grandi e più efficaci in termini di costi. Le turbine piccole restano, tuttavia, pericolose per i vari rapaci che cacciano i citelli di Beechey in quell'area: in media 1 300 rapaci muoiono annualmente, tra di essi ci sono 70 aquile reali che sono protette federalmente; in totale 4700 uccelli muoiono in media annualmente. Le unità più grandi girano più lentamente rispetto alle turbine più piccole che hanno rimpiazzato e, essendo collocate a un'altezza maggiore dalla terraferma, sono meno pericolose per la fauna selvatica locale.